# Tiro con l'arco ai Giochi della II Olimpiade
Il Tiro con l'arco alla II Olimpiade fu rappresentato da sei eventi, che si svolsero dal 27 maggio al 4 agosto 1900 presso il Municipal Velodrome di Parigi. Vi presero parte 23 atleti provenienti da 3 nazioni.

## Podi
| Evento                             | Oro              | Argento                        | Bronzo                 |
| Campionato del mondo (dettagli)    | Henri Hérouin    | Hubert Van Innis               | Non assegnato          |
| Al cordone dorato                  |                  |                                |                        |
| 33m (dettagli)                     | Henri Hérouin    | Hubert Van Innis               | Émile Fisseux          |
| 50m (dettagli)                     | Hubert Van Innis | Victor Thibault                | Charles Frédéric Petit |
| Al cappelletto                     |                  |                                |                        |
| 33m (dettagli)                     | Eugène Mougin    | Henri Helle                    | Émile Mercier          |
| 50m (dettagli)                     | Hubert Van Innis | Victor Thibault                | Charles Frédéric Petit |
| Alla pertica                       |                  |                                |                        |
| Ad erpice 165 metri (dettagli)     | Emmanuel Foulon  | Auguste Serrurier Émile Druart | Non assegnato          |
| Alla piramide 156 metri (dettagli) | Émile Grumiaux   | Auguste Serrurier              | Louis Glineur          |

## Medagliere
| Pos.   | Paese   | Oro | Argento | Bronzo | Totale |
| ------ | ------- | --- | ------- | ------ | ------ |
| 1      | Francia | 4   | 5       | 4      | 12     |
| 2      | Belgio  | 3   | 3       | 1      | 6      |
| Totale | Totale  | 6   | 6       | 6      | 18     |